# صفرشاه
 صفرشاه ، روستایی است از توابع بخش گهواره و در شهرستان دالاهو استان کرمانشاه ایران. این روستا در ۱۵ کیلومتری شهر گهواره گوران، ۳۰ کیلومتری شهر کرند غرب و ۳۵ کیلومتری شهر اسلام آباد غرب قرار دارد.

## جمعیت
این روستا در دهستان گورانی قرار داشته و بر اساس سرشماری سال ۱۳۸۵ جمعیت آن (۷۱خانوار) ۲۷۸نفر 
بوده است.